# OCBC Centre
OCBC Centre   — хмарочос в Сінгапурі. Штаб-квартира банку OCBC. Висота 52-поверхового будинку становить 201 метр.  Будівництво було розпочато в 1975 та завершено 27 листопада 1976 року, на момент завершення будівництва був найвищим будинком країни та усієї Південно-Східної Азії. Проект будинку було розроблено Бей Юйміном разом з вже не існуючою компанією BEP Akitek (Pte) Singapore.

## Архітектура
Хмарочос був задуманий як символ міцності і стабільності. Його структура складається з двох напів-кругових залізобетонних центральних частин, а також трьох бічних частин, котрі збиралися на землі, а потім ставилися на місце, це зробило будівництво швидшим. Кожна частина складається з поверхів, котрі на 6 метрів виступають за основу будинку з передачею навантаження на балки, що закріплені на горі кожної частини і з’єднані з центральною частиною. Будинок було прозвано «калькулятором» за свою плоску форму і вікна, що виглядають як кнопки.

## Галерея

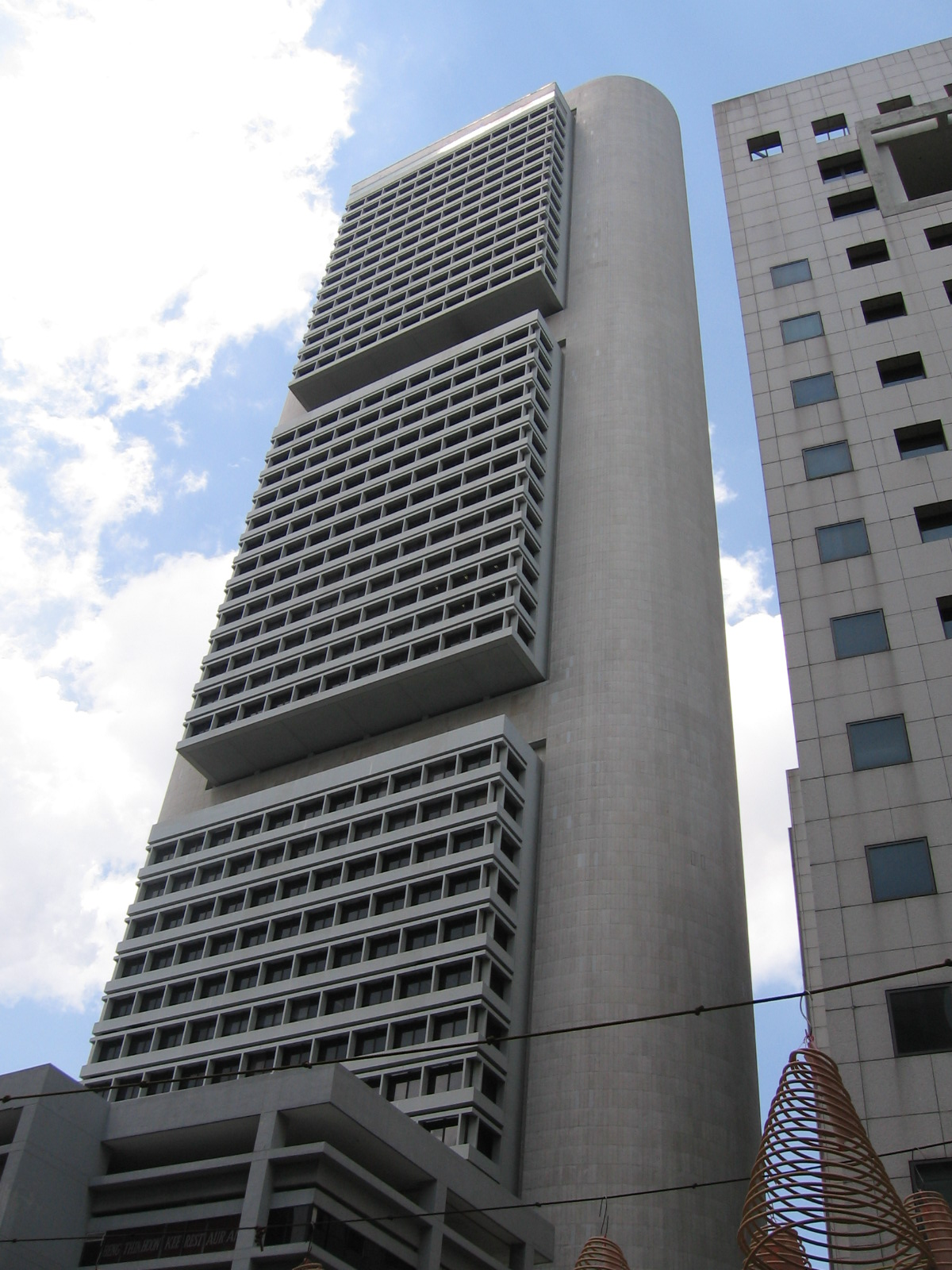
Вид знизу
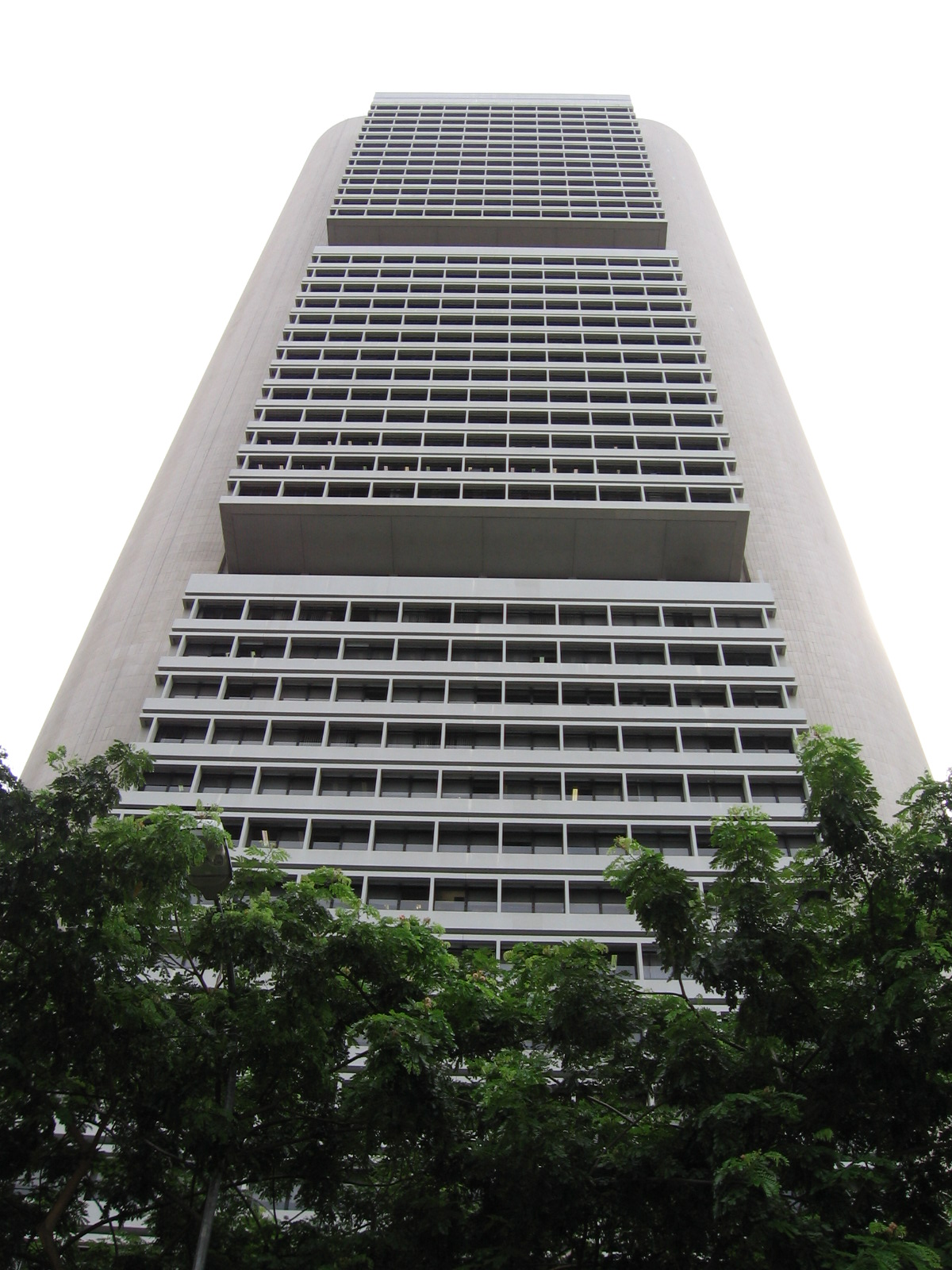
Вид знизу
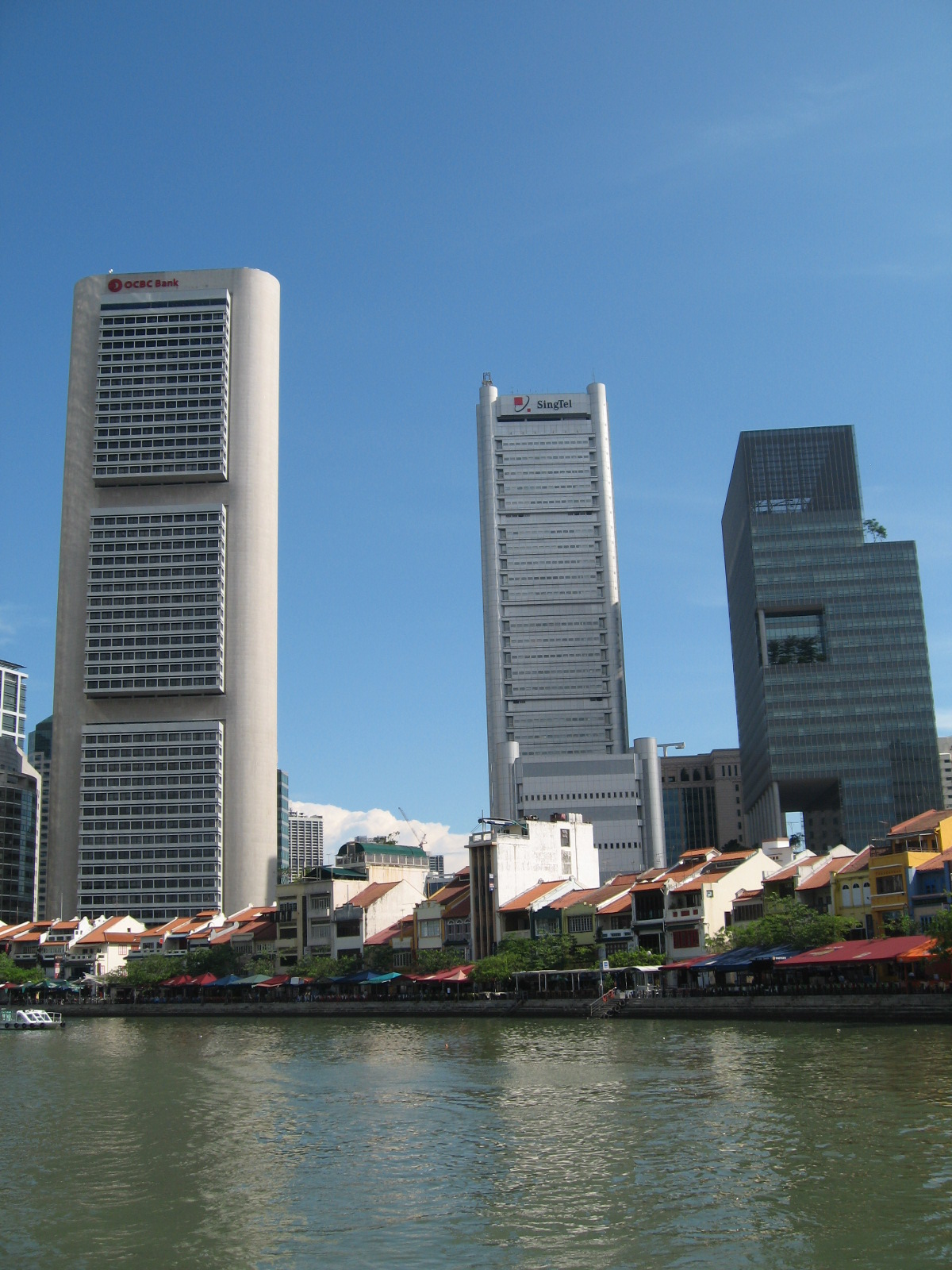
Вид з іншого берегу р. Сінгапур